# Sejfulla Malëshova
Sejfulla Malëshova, ps. Lame Kodra (ur. 2 marca 1900 we wsi Malëshove k. Këlcyry, zm. 9 czerwca 1971 w Fierze) – albański polityk, pisarz i poeta, ofiara represji komunistycznych.

## Życiorys
Był synem urzędnika celnego Tasima i Pashako. W dzieciństwie uczył się w szkole tureckiej we Wlorze, a następnie wyjechał wraz z rodziną do Włoch. Ukończył szkołę średnią w Kalabrii i podjął studia medyczne w Rzymie. W czasie pobytu we Włoszech współpracował z Odhise Paskalim redagując pismo Studenti Shqiptar, w którym także publikował pierwsze utwory poetyckie pod pseudonimem Kostandini.
Wrócił do Albanii w 1924 i w wieku 23 lat został osobistym sekretarzem Fana Nolego w kierowanym przez niego rządzie. Po obaleniu rządu Noliego, Maleshova uciekł do Włoch, a następnie do Paryża. Działał w organizacji KONARE (Komitet Narodowo-Rewolucyjny), skupiającej albańską emigrację polityczną. Przez tę organizację został wysłany do Moskwy, aby tam podjąć studia z zakresu marksizmu. W roku 1930, w czasie pobytu w ZSRR wstąpił do partii komunistycznej, ale w 1932 został z niej usunięty. W tym czasie dokonał wspólnie z Tajerem Zavalanim tłumaczenia podstawowych dokumentów ruchu komunistycznego, w tym Manifestu komunistycznego na język albański. W 1939 wyjechał do Francji, gdzie współpracował z tamtejszymi środowiskami lewicowymi.
Powrócił do Albanii w 1943 i nawiązał współpracę z ruchem oporu. Początkowo pełnił funkcję członka sztabu generalnego Armii Narodowowyzwoleńczej, a w 1944 r. został ministrem propagandy w kontrolowanym przez komunistów albańskich Rządzie Tymczasowym. W tym rządzie wyróżniał się liberalnymi poglądami, co do możliwości włączenia sił niekomunistycznych do rządu, ale także odnosił się z rezerwą, co do potępienia przedwojennych twórców (jak Gjergj Fishta). W 1946 po raz pierwszy został wybrany deputowanym do Zgromadzenia Ludowego. Był także pierwszym przewodniczącym Ligi Pisarzy Albańskich. Zwolennicy ścisłej współpracy z Jugosławią, wśród nich ówczesny minister spraw wewnętrznych Koçi Dzodze doprowadzili do odsunięcia Maleshovy. Na posiedzeniu KC KPA 21 lutego 1946 oskarżono go o oportunizm i odchylenie prawicowe, a następnie usunięto z KC i Biura Politycznego partii. Maleshova był oskarżany o dążenie do współpracy z krajami anglosaskimi, czemu większość kierownictwa partyjnego była przeciwna. Do 1948 pełnił funkcję ministra edukacji. W 1949 na III Zjeździe Związku Pisarzy Albańskich został poddany krytyce za oportunizm i liberalizm i pozbawiony funkcji przewodniczącego. W 1951 Enver Hoxha na II zjeździe Albańskiej Partii Pracy określił Malëshovę mianem jugosłowiańskiego trockisty. Do 1952 pracował w Instytucie Nauk w Tiranie, gdzie wspólnie z Pashko Gecim przygotowywał słownik rosyjsko-albański.
Po kilku latach spędzonych na wolności, w roku 1955 został internowany w Ballshu, a po kilku miesiącach przeniesiony do Fieru, gdzie pracował jako urzędnik. Z uwagi na to, że był osobą podejrzaną politycznie, mieszkańcy miasta obawiali się z nim rozmawiać. Jego naznaczone milczeniem życie przerywały tylko rozmowy służbowe, z towarzyszącą mu siostrą i zabawy z miejscowymi dziećmi. Zmarł w miejscu odosobnienia. W jego pogrzebie uczestniczyła siostra, grabarz i dwóch agentów Sigurimi, którzy go wcześniej kontrolowali.
21 jego utworów poetyckich, które pisał na emigracji znalazło się w zbiorze Vjersha (Wiersze), opublikowanym w Tiranie, w roku 1945.

## Publikacje
- 1994: Vjersha, wyd. Tirana
- 1998: Vepra letrare: Përkthime, wyd. Tirana